# Pavel Trenichin
Pavel Aleksandrovič Trenichin (in russo Павел Александрович Тренихин?; Serov, 24 marzo 1986) è un velocista russo.

## Palmarès
| Anno | Manifestazione  | Sede       | Evento      | Risultato  | Prestazione | Note |
| ---- | --------------- | ---------- | ----------- | ---------- | ----------- | ---- |
| 2010 | Europei         | Barcellona | 4×400 m     | Oro        | 3'02"14     |      |
| 2011 | Mondiali        | Taegu      | 400 m piani | Semifinale | 45"68       |      |
| 2011 | Mondiali        | Taegu      | 4×400 m     | dq         | dq          |      |
| 2012 | Giochi olimpici | Londra     | 400 m piani | Semifinale | 45"35       |      |
| 2013 | Europei indoor  | Göteborg   | 400 m piani | Bronzo     | 46"70       |      |
| 2013 | Europei indoor  | Göteborg   | 4×400 m     | Argento    | 3'06"96     |      |
| 2014 | World Relays    | Nassau     | 4×400 m     | Batteria   | 3'05"00     |      |
| 2014 | Europei         | Zurigo     | 400 m piani | Semifinale | 46"40       |      |
| 2014 | Europei         | Zurigo     | 4×400 m     | dq         | dq          |      |
| 2015 | Mondiali        | Pechino    | 4×400 m     | 8º         | 3'03"05     |      |

## Altre competizioni internazionali
2010
- Campionati europei a squadre di atletica leggera ( Bergen)

2015
- Campionati europei a squadre di atletica leggera ( Čeboksary)